# David Foster Wallace

David Foster Wallace vid en föreläsning 2006.

David Foster Wallace, född 21 februari 1962 i Ithaca, New York, död 12 september 2008 i Claremont, Kalifornien, var en amerikansk författare av romaner, noveller och essäer. Tidskriften Time listade hans roman Infinite Jest (1996), som en av de 100 bästa romanerna mellan 1923 och 2005.

## Biografi
David Foster Wallace debuterade 1987 med romanen Systemets sopkvast  (The Broom of the System). Sammanlagt skrev han tre romaner, varav en publicerades efter hans död i oavslutat skick, samt tre novellsamlingar och sakprosa. Hans skönlitterära stil har klassificerats som hysterisk realism, science fiction och satir. Till sina romaner använde han långa notapparater, och experimenterade med att blanda olikartade stilnivåer. För novellsamlingen Brief Interviews with Hideous Men (1999) erhöll han Aga Khan Prize for Fiction. Vid sidan av författarskapet ägnade sig Foster Wallace åt undervisning i creative writing och engelska.
Efter att ha varit drabbad av djup depression och medicinerats för denna i 20 år, begick Foster Wallace självmord i september 2008. I samband med dödsfallet kallades han i Los Angeles Times för en av de inflytelserikaste författarna under de föregående två årtiondena.